# Adelaide International 2021
Adelaide International 2021 byl tenisový turnaj pořádaný jako součást ženského okruhu WTA Tour, hraný v areálu Memorial Drive Tennis Centre na otevřených dvorcích s tvrdým povrchem. Dějištěm turnaje se stalo Adelaide, metropole australského svazového státu Jižní Austrálie
Rozpočet činil 535 530 dolarů. Nejvýše nasazenou hráčkou ve dvouhře se stala domácí světová jednička Ashleigh Bartyová. Jako poslední přímá účastnice do singlové soutěže zasáhla 63. tenistka žebříčku, Ruska Anna Blinkovová.
Druhý kariérní titul ve dvouhře získala Polka Iga Świąteková. Ženskou čtyřhru ovládly Alexa Guarachiová a Desirae Krawczyková, které získaly třetí společný titul.
Mužská část turnaje se vinou změn v kalendáři kvůli pokračující koronavirové pandemii nekonala.

## Distribuce bodů a finančních odměn

### Distribuce bodů
| Soutěž  | vítězky | finalistky | semifinalistky | čtvrtfinalistky | 16 v kole | 32 v kole | Q  | Q2 | Q1 |
| ------- | ------- | ---------- | -------------- | --------------- | --------- | --------- | -- | -- | -- |
| dvouhra | 470     | 305        | 185            | 100             | 55        | 1         | 25 | 13 | 1  |
| čtyřhra | 470     | 305        | 185            | 100             | 1         | —         | —  | —  | —  |

### Finanční odměny
| Soutěž                                | vítězky  | finalistky | semifinalistky | čtvrtfinalistky | 16 v kole | 32 v kole | Q2      | Q1      |
| ------------------------------------- | -------- | ---------- | -------------- | --------------- | --------- | --------- | ------- | ------- |
| dvouhra                               | 68 570 $ | 51 000 $   | 32 400 $       | 15 500 $        | 8 200 $   | 6 650 $   | 5 000 $ | 2 565 $ |
| čtyřhra                               | 25 230 $ | 17 750 $   | 10 000 $       | 5 500 $         | 3 500 $   | —         | —       | —       |
| částky ve čtyřhře jsou uváděny na pár |          |            |                |                 |           |           |         |         |

## Ženská dvouhra

### Nasazení
| Stát                         | Hráčka            | WTA | Nasazení |
| ---------------------------- | ----------------- | --- | -------- |
| Austrálie                    | Ashleigh Bartyová | 1.  | 1.       |
| Švýcarsko                    | Belinda Bencicová | 12. | 2.       |
| Spojené království           | Johanna Kontaová  | 15. | 3.       |
| Belgie                       | Elise Mertensová  | 16. | 4.       |
| Polsko                       | Iga Świąteková    | 17. | 5.       |
| Chorvatsko                   | Petra Martićová   | 19. | 6.       |
| Kazachstán                   | Julia Putincevová | 28. | 7.       |
| Čína                         | Wang Čchiang      | 34. | 8.       |
| Žebříček WTA k 8. únoru 2021 |                   |     |          |

### Jiné formy účasti
Následující hráčky obdržely divokou kartu do hlavní soutěže:
- Ashleigh Bartyová
- Olivia Gadecká
- Samantha Stosurová
- Ajla Tomljanovićová

Následující hráčky postoupily do hlavní soutěže z kvalifikace:
- Madison Brengleová
- Coco Gauffová
- Maddison Inglisová
- Jasmine Paoliniová
- Ljudmila Samsonovová
- Storm Sandersová

Následující hráčky postoupily z kvalifikace jako tzv. šťastné poražené:
- Misaki Doiová
- Christina McHaleová

### Odstoupení
před zahájením turnaje
- Jekatěrina Alexandrovová → nahradila ji  Danielle Collinsová
- Bianca Andreescuová → nahradila ji  Jil Teichmannová
- Viktoria Azarenková → nahradila ji  Čang Šuaj
- Marie Bouzková → nahradila ji  Anna Blinkovová
- Jennifer Bradyová → nahradila ji  Shelby Rogersová
- Anett Kontaveitová → nahradila ji  Caroline Garciaová
- Elise Mertensová → nahradila ji  Christina McHaleová
- Rebecca Petersonová → nahradila ji  Misaki Doiová
- Alison Riskeová → nahradila ji  Veronika Kuděrmetovová
- Jelena Rybakinová → nahradila ji  Laura Siegemundová
- Maria Sakkariová → nahradila ji  Anastasija Pavljučenkovová
- Donna Vekićová → nahradila ji  Kristina Mladenovicová
- Markéta Vondroušová → nahradila ji  Čeng Saj-saj
- Dajana Jastremská → nahradila ji  Wang Čchiang

## Ženská čtyřhra

### Nasazení
| Stát                         | Hráčka                      | Stát     | Hráčka              | WTA | Nasazení |
| ---------------------------- | --------------------------- | -------- | ------------------- | --- | -------- |
| Japonsko                     | Šúko Aojamová               | Japonsko | Ena Šibaharaová     | 32. | 1.       |
| Čína                         | Tuan Jing-jing              | Čína     | Čeng Saj-saj        | 47. | 2.       |
| Chile                        | Alexa Guarachiová           | USA      | Desirae Krawczyková | 51. | 3.       |
| USA                          | Bethanie Matteková-Sandsová | USA      | Asia Muhammadová    | 60. | 4.       |
| Žebříček WTA k 8. únoru 2021 |                             |          |                     |     |          |

### Odstoupení
před zahájením turnaje
- Anna Blinkovová /  Veronika Kuděrmetovová → nahradily je  Sharon Fichmanová /  Coco Gauffová
- Čan Chao-čching /  Latisha Chan → nahradily je  Arina Rodionovová /  Storm Sandersová
- Gabriela Dabrowská /  Bethanie Matteková-Sandsová → nahradily je  Bethanie Matteková-Sandsová /  Asia Muhammadová
- Nicole Melicharová-Martinezová /  Demi Schuursová → nahradily je  Kaitlyn Christianová /  Sabrina Santamariová
- Samantha Stosurová /  Čang Šuaj → nahradily je  Ellen Perezová /  Samantha Stosurová

## Přehled finále

### Ženská dvouhra
- Iga Świąteková  vs.  Belinda Bencicová, 6–2, 6–2

### Ženská čtyřhra
- Alexa Guarachiová /  Desirae Krawczyková  vs.  Hayley Carterová /  Luisa Stefaniová, 6–7(4–7), 6–4, [10–3]